# L

Litera Ll scrisă cu fontul „School Script Dashed”.

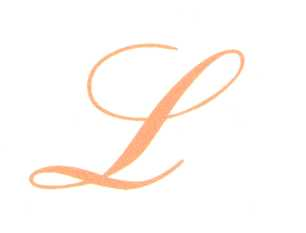
Majuscula L

Minuscula l

L este a douăsprezecea literă din alfabetul latin și a cincisprezecea din alfabetul limbii române. În limba română această literă marchează o consoană sonantă laterală alveolară (uneori numită dentală în loc de alveolară) cu simbolul fonetic [l].

## Istorie
| S39 |

| S39 |

## Utilizări

### Înmatematică
- L reprezintă, în sistemul cifrelor romane, numărul 50.
- L (L mare) reprezintă, lungimea unui dreptungi, iar l (L mic) reprezintă lățimea.

## Alte reprezentări
| Alfabetul fonetic NATO | Codul Morse |
| Lima                   | ·–··        |

|                                                 |                     | ⠇       |
| Sistemul de semnalizare maritimă internațională | Alfabetul semaforic | Braille |